# یک شخص عالی (فیلم)
یک شخص عالی (به انگلیسی: Someone Great) فیلمی محصول سال ۲۰۱۹ و به کارگردانی جنیفر کیتلین رابینسون است. در این فیلم بازیگرانی همچون جینا رودریگز، بریتنی اسنو، دواندا وایز، پیتر وک، رزاریو داوسون و جسی ریز ایفای نقش کرده‌اند.